# Gustavo Lorgia
Gustavo Adolfo Lorgia Vanegas (Bogotá, 18 de mayo de 1951-Bogotá, 14 de junio de 2024) fue un empresario e ilusionista colombiano. Fue unos de los mejores Ilusionistas latinoamericanos. 

## Biografía
Nació en Bogotá, desde su niñez siguió los pasos de su padre y abuelo que fueron magos. En 1971 participó en el congreso de magia en Zaragoza (España). Residió en Madrid durante 10 años.
Realizó varias presentaciones en toda Europa y el Medio Oriente, y actuó para el Le Cairo Auberge des Piramides frente a miembros de la jet-set como Jacqueline Kennedy y Aristóteles Onassis, o jeques árabes.
En 1980 inició al origen el desarrollo de su carrera en el programa de televisión Mágico-Mágico con Alfonso Lizarazo y participó en presentaciones en el Festival Internacional del Humor. Entre 1988-2020, fue presidente del Club Colombiano de Artes Mágicas y entre 1989-2020 presidió la Federación Latinoamericana de Sociedades Mágicas (FLASOMA).
En 1992 organizó en Bogotá Flasoma, congreso Internacional de Magia. 

## Fallecimiento
El 14 de junio de 2024 falleció en Bogotá, tras ser diagnosticado con un shock médular y permanecer hospitalizado 20 días así informaron sus hijos su fallecimiento. Días antes de su enfermedad, difundieron noticias falsas de su supuesta muerte en las redes sociales pero este había desmentido su muerte. 